# Triboques
Les Triboques (latin Triboci ou Tribocchi) sont un peuple germanique (même si certains auteurs pensent qu'ils étaient celtes) qui occupait (au sens archéologique) la plaine d'Alsace et l'Ortenau dans l'antiquité. Leur capitale à l'époque romaine est Brocomagus. L'une de leurs fortifications s'appelle Tribunci, près de Lauterbourg.
Medru (ou Mider) était leur dieu principal, parmi les autres dieux germains qu'ils vénéraient.

## Nom et origine

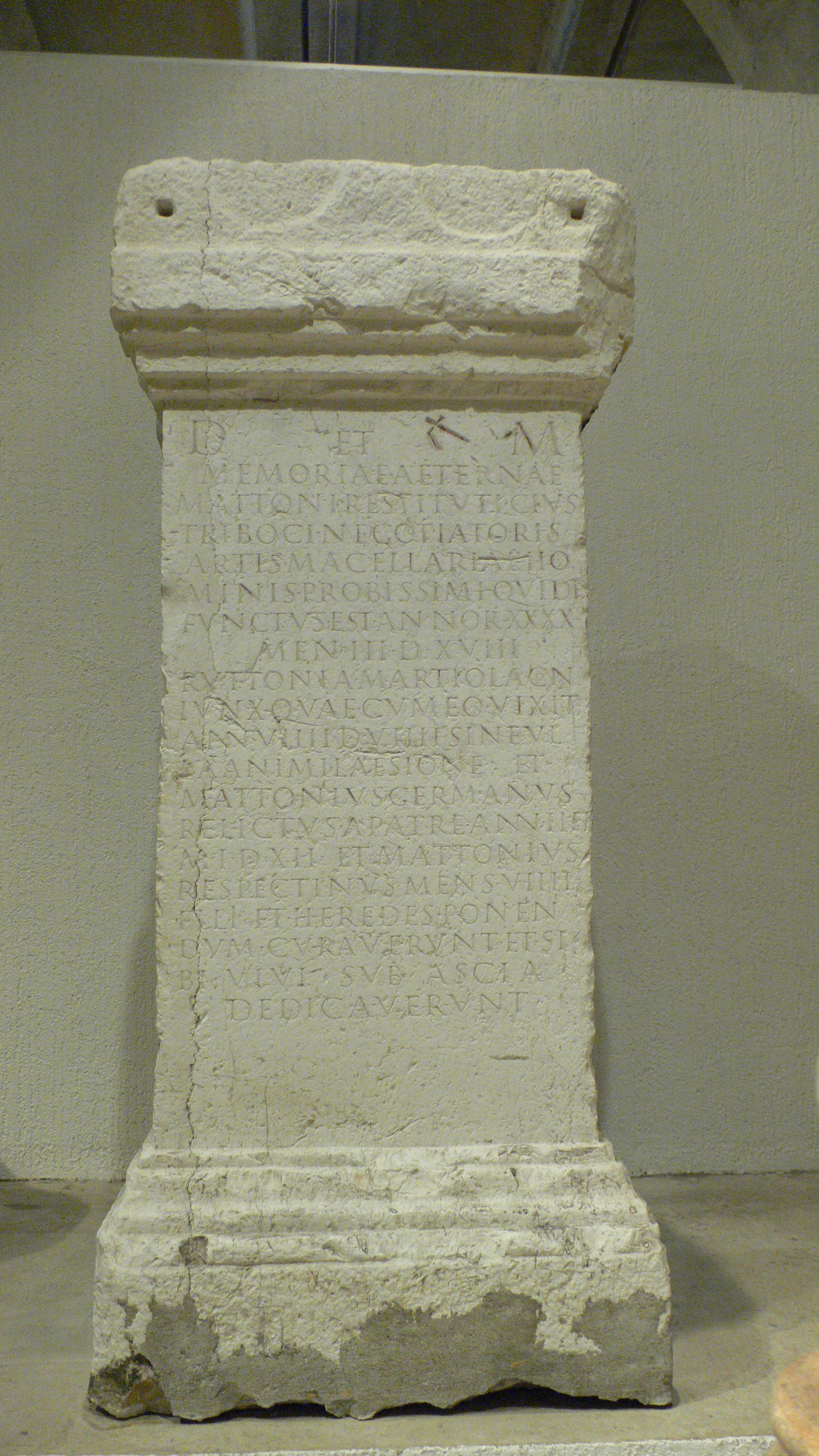
Cippe romaine de Marcus Attonius Restitutus, négociant marchand de comestibles de la cité des Triboques. Musée gallo-romain de Fourvière à Lyon. CIL XIII 2018.

À côté des formes Triboci et Tribocci, on trouve à l'accusatif pluriel Triboces. Pline parle des Tribochi et Strabon des Τριβόκχοι (Tribocchoi). Jules César écrit aussi les Tribucorum.
Les Triboques faisaient partie de la coalition d'Arioviste, à côté des Némètes et des Vangions. Strabon les situe en Alsace. Selon les Romains de cette époque, les Triboques seraient assimilés aux Germains et Tacite les décrit comme « évidemment germains » avec les Némètes et les Vangions. Cependant, sur la rive gauche du Rhin, la notion de Germania est une création romaine, un district militaire, englobant aussi des peuples plus sûrement celtiques comme les Lingons.
Par ailleurs, on peut voir au Musée Archéologique de Strasbourg une inscription provenant de Brumath. Les noms de notables triboques qui y figurent sont soit latins, soit celtiques. Pas un seul n'est germanique.
- Jules César en 58 av. J.-C., retraçant sa bataille finale contre Arioviste[4] signale cette peuplade : « Alors les Germains, contraints et forcés, se décidèrent à faire sortir leurs troupes : ils les établirent, rangées par peuplades, à des intervalles égaux, les Harudes, Marcomans, Triboques, Vangions, Némètes, Sédusiens, Suèves [...] ».
- Strabon, au début de l'empire, mentionne[5] : « Après les Helvètes, les habitants des bords du Rhin sont les Séquanes et les Médiomatriques ; chez ceux-ci se sont établis les Triboques, peuple germanique qu'on a fait passer de ses foyers dans cette contrée. » En clair, la Haute Alsace est encore tenue par les Séquanes du Jura (ils la cèdent à Arioviste vers 60 av. J.-C.), puis viennent les Médiomatriques, dont le territoire s'étend à l'origine de Metz au Rhin. Cette tribu semble garder un contact avec le Rhin, mais les Triboques sont déjà établis chez eux.
- Tacite quant à lui, les définit également parmi les Germains[6] : « Quant à la rive même du Rhin ; elle est habitée par des peuples évidemment germains, les Vangions, les Triboques, les Némètes. »

## Un peuple guerrier
Vers 60 av. J.-C., les Suèves sont appelés en renfort par les Séquanes afin de battre les Éduens de Bourgogne. Une fois la victoire acquise, Arioviste annexe un tiers du territoire des Séquanes, lesquels, en compensation, prennent aux Éduens vaincus les rives de la Saône. Le tiers perdu correspond à la Haute-Alsace. Les Triboques font alors partie de la coalition formée autour des Suèves. Dans les années qui suivent, Arioviste fait passer à l'ouest du Rhin 120 000 personnes, soit environ 40 000 combattants. Ces "Germains" sont en réalité les Triboques, les Némètes et les Vangions. Ce faisant, le chef suève se constitue des têtes de pont sur la rive gauche du Rhin. Les Éduens et les Séquanes se réconcilient alors et affrontent Arioviste à Magetobriga. Ils sont battus. Arioviste lui-même sera écrasé en 58 par Jules César.
Si les Suèves restent à proximité du Rhin, ils se fixent ensuite en Souabe. Selon l’historien romain Cornélius Tacite, au Ier siècle apr. J.-C. ils occupent toute la Germanie centrale. Ils se diviseront ensuite en peuplades (dont les Marcomans et les Quades).
Il semble probable que l'établissement des Triboques en Basse Alsace soit liée à la demande des Romains, qui leur avaient fixé pour mission de barrer la route aux invasions barbares. Ils ont alors comme capitale Brocomagus (Brumath), tandis que les Rauraques plus au sud ont Augusta Raurica comme capitale.
Ces tribus auront longtemps des camps militaires établis le long du Rhin, le plus important étant Argentoratum, dont l'ancien nom celte était Argentorate, et qui allait devenir la ville de Strasbourg.